# 592 Bathseba
592 Bathseba este un asteroid din centura principală, descoperit pe 18 martie 1906, de Max Wolf.